# 里卡多·希门尼斯·奥雷亚穆诺
里卡多·希门尼斯·奥雷亚穆诺（1859年2月6日—1945年1月4日) 曾三次担任哥斯达黎加总统，三次分別是：1910-1914年、1924-1928年和1932-1936年。
畢業於圣托马斯大学的希門尼斯是哥斯达黎加史上最著名的律师之一。在1910年他就任總統前不久，卡塔戈發生地震，大部分城市被摧毀並造成数百人死亡。而他當時的主要奋斗目标之一便是重建这个当时全国最大的城市。地震发生后，希门尼斯宣布使用土坯式建筑非法。他首任總統任期另一个值得注意的成就是他整合了国家外债，使欠法国的大部分债务得以偿还。
在他的第二總統任期内，他创建了国家保险银行、抵押信贷银行、农业学校并成立了卫生部。他還開始著手於太平洋铁路系统的电气化和蓬塔雷纳斯太平洋港口的建設。第二个任期结束后，他退出政壇四年之久。
1932年，他再次当选为总统。在他最后一个總統任期内，他专注于国家的基础设施和教育系统的建設。他建造了几座大型的学校宿舍楼，在全国范围内改善和建造了新的道路，并建造了一个水渠系统，该系统起自中部山谷的Ojo de Agua，終至蓬塔雷纳斯流入太平洋。在他执政期间，建造了从菲拉德爾菲亞和利韋里亞兩地之橋樑，還建設了旧国家剧院。
他于1945年1月4日在圣何塞逝世。他的父親是曾任兩次哥斯大黎加總統的赫蘇斯·希門尼斯·薩莫拉。